# فدریکو گروپیونی
فدریکو گروپیونی (انگلیسی: Federico Groppioni؛ زادهٔ ۱۷ ژوئن ۱۹۸۴) بازیکن فوتبال اهل ایتالیا است.
از باشگاه‌هایی که در آن بازی کرده‌است می‌توان به باشگاه فوتبال ناپولی، باشگاه فوتبال ام‌تی‌کی بوداپست، و باشگاه فوتبال باری اشاره کرد.